# Conactiodoria aurea
Conactiodoria aurea är en tvåvingeart som beskrevs av Townsend 1934. Conactiodoria aurea ingår i släktet Conactiodoria och familjen parasitflugor. Inga underarter finns listade i Catalogue of Life.